# Lijst van voetbalinterlands Myanmar - Oost-Timor
Deze lijst van voetbalinterlands is een overzicht van alle officiële voetbalinterlands tussen de nationale teams van Myanmar en Oost-Timor. De landen hebben tot nu toe twee keer tegen elkaar gespeeld. De eerste ontmoeting was een kwalificatiewedstrijd voor de Zuidoost-Azië Cup 2012 op 7 oktober 2012 in Yangon. Het laatste duel was een groepswedstrijd tijdens de Zuidoost-Azië Cup 2020 in Singapore op 8 december 2021.

## Wedstrijden
| № | Plaats    | Datum           | Competitie                          | Wedstrijd            | Uitslag |
| - | --------- | --------------- | ----------------------------------- | -------------------- | ------- |
| 1 | Yangon    | 7 oktober 2012  | Zuidoost-Azië Cup 2012 kwalificatie | Myanmar − Oost-Timor | 3 − 0   |
| 2 | Vientiane | 14 oktober 2014 | Zuidoost-Azië Cup 2014 kwalificatie | Myanmar − Oost-Timor | 3 − 0   |
| 3 | Singapore | 8 december 2021 | Zuidoost-Azië Cup 2020              | Myanmar − Oost-Timor | 2 − 0   |

## Samenvatting
| Competitie                     | Totaal gespeeld | Winst Myanmar | Gelijk | Winst Oost-Timor | Doelsaldo Myanmar – Oost-Timor |
| ------------------------------ | --------------- | ------------- | ------ | ---------------- | ------------------------------ |
| Zuidoost-Azië Cup              | 1               | 1             | 0      | 0                | 2 − 0                          |
| Zuidoost-Azië Cup-kwalificatie | 2               | 2             | 0      | 0                | 6 − 0                          |
| Totaal                         | 3               | 3             | 0      | 0                | 8 − 0                          |

MFF · 
A-internationals · 
Myanmarees vrouwenelftal
1951 – 1959 · 
1960 – 1969 · 
1970 – 1979 · 
1980 – 1989 · 
1990 – 1999 · 
2000 – 2009 · 
2010 – 2019 ·
2020 − 2029
Bahrein ·
Bangladesh ·
Bolivia ·
Brunei ·
Burundi ·
Cambodja ·
China ·
DDR ·
Filipijnen ·
Guam ·
Hongkong ·
India ·
Indonesië ·
Irak ·
Iran ·
Israël ·
Japan ·
Kirgizië ·
Koeweit ·
Laos ·
Lesotho ·
Libanon ·
Libië ·
Luxemburg ·
Macau ·
Malediven ·
Maleisië ·
Marokko ·
Mongolië ·
Nepal ·
Nieuw-Zeeland ·
Noord-Korea ·
Oman ·
Oost-Timor ·
Pakistan ·
Palestina ·
Qatar ·
Singapore ·
Sri Lanka ·
Syrië ·
Tadzjikistan ·
Taiwan ·
Thailand ·
Turkmenistan ·
Verenigde Arabische Emiraten ·
Vietnam ·
Zuid-Korea ·
Zuid-Vietnam
FFTL · A-internationals · Oost-Timorees vrouwenelftal
2000 – 2009 · 
2010 – 2019
2003 · 
2004 · 
2005 · 
2006 · 
2007 · 
2008 · 
2009 · 
2010 · 
2011 · 
2012 ·
2015 ·
2016
Brunei ·
Cambodja ·
Filipijnen ·
Hongkong ·
Indonesië ·
Laos ·
Libanon ·
Malediven ·
Maleisië ·
Mongolië ·
Myanmar ·
Nepal ·
Palestina ·
Saoedi-Arabië ·
Singapore ·
Tadzjikistan ·
Taiwan ·
Thailand ·
Verenigde Arabische Emiraten